# 腺齿铁角蕨
腺齿铁角蕨（学名：Asplenium glanduliserrulatum）为铁角蕨科铁角蕨属下的一个种。

## 扩展阅读
- 維基物種上的相關：腺齿铁角蕨